# گلنفورد (اوهایو)
گلنفورد (به انگلیسی: Glenford) یک روستا در ایالات متحده آمریکا است که در شهرستان پری، اوهایو واقع شده است. گلنفورد ۰٫۲۸ کیلومتر مربع مساحت و ۱۷۳ نفر جمعیت دارد و ۲۵۸ متر بالاتر از سطح دریا واقع شده است.